# Sand (Zala)
Sand est un village et une commune du comitat de Zala en Hongrie.